# Constitució d'Islàndia
La Constitució d'Islàndia (islandès: Stjórnarskrá lýdveldisins Íslands "Constitució de la república d'Islàndia") és la llei suprema d'Islàndia. Està composta de 80 articles agrupats en 7 seccions, i en ells s'estableixen la sobirania nacional i els drets de cada ciutadà. La constitució actual, fins al 2012, va ser instituïda el 17 de juny de 1944; després d'aquesta data, ha estat esmenada sis vegades. Des de 2007, les propostes per una nova sèrie d'esmenes són debatudes en una comissió especial. Un òrgan col·legiat. L'assemblea constituent islandesa de 2011, escollida pels ciutadans va presentar a l'Althing, l'1 d'octubre de 2011, un projecte per tal fer una nova constitució islandesa, l'esborrany de la qual es va aprovar per un referèndum el 20 d'octubre de 2012.

## Història

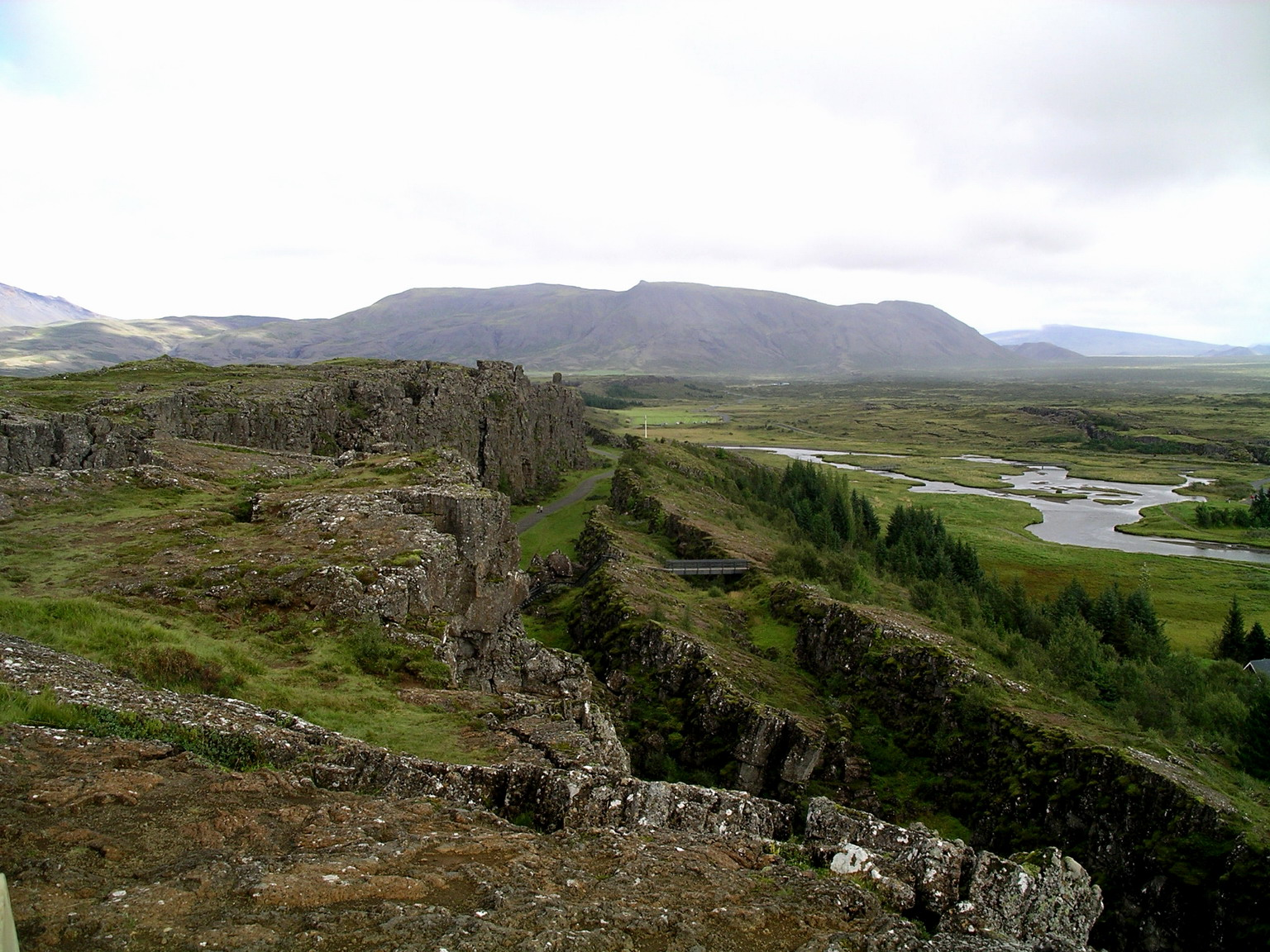
Thingvellir, seu històrica de l'Althing vikinga i lloc de la proclamació de la república

Al segle xix, els moviments per la independència guanyen influència, mentre que el nacionalisme i les demandes d'augment dels drets civils s'intensifiquen a l'Europa continental. El juny de 1849, el rei de Dinamarca Frederic VII, el qual regnava també sobre Islàndia acordà una constitució per Dinamarca i de facto per a Islàndia. Aquesta constitució abolí la monarquia absoluta i establí la monarquia constitucional. Però aquesta constitució només va tenir efecte sobre Dinamarca pròpiament dita, no pas sobre Islàndia cosa que causà malestar en la població islandesa. Abans de 1849, els islandesos tenien el seu propi dret concernent als seus assumptes interiors.
Amb la «llei de les relacions» (en islandès: sambandslögin) de 1918, Islàndia esdevingué un estat autònom dins Dinamarca i disposà d'una constitució anomenada «Constitució del Regne dandia» ((islandès) : Stjórnarskrá konungsríkisins Íslands). A principis de l'any 1944, l'Althing islandès decidí l'anul·lació de la llei de relacions i es va acordar una nova constitució fent abans un referèndum i el 95% van votar a favor d'una república constitucional. El 17 de juny de 1944, l'Althing es reuní a Þingvellir per ratificar la constitució i proclamar la independència de la República d'Islàndia.